# Файнс, Эдуард, 5-й барон Сэй и Сил
Эдуард Файнс (англ. Edward Fiennes; примерно 1500 — 7 марта 1528) — английский аристократ, де-юре 5-й барон Сэй и Сил с 1501 года. Сын Ричарда Файнса, 4-го барона Сэя и Сила, и его жены Элизабет Крофт. После смерти отца унаследовал семейные владения и права на титул, но его ни разу не приглашали в парламент. Предположительно Файнс даже не именовал себя бароном после достижения совершеннолетия.
Файнс был женат на Маргарет Дэнверс, дочери сэра Джона Дэнверса. В этом браке родился сын Ричард (примерно 1520—1573), де-юре 6-й барон Сэй и Сил.